# Euonymus verrucocarpus
Euonymus verrucocarpus är en benvedsväxtart som beskrevs av Ching Yung Cheng och J.S. Ma. Euonymus verrucocarpus ingår i släktet Euonymus och familjen Celastraceae. Inga underarter finns listade.